# Kneppelfreed
Kneppelfreed (Fries voor 'knuppelvrijdag'), ook bekend als 'de slag op het Zaailand', vond plaats op 16 november 1951. Bij die gelegenheid raakte een groep demonstranten, nieuwsgierigen en journalisten voor het gerechtsgebouw van Leeuwarden aan het Zaailand slaags met de politie, toen die hen met knuppels en waterkanonnen uiteen probeerde te drijven.

## Voorgeschiedenis
De Friese veearts Sjirk van der Burg moest zich op 17 oktober 1951 voor het kantongerecht te Heerenveen verdedigen ter zake van een verkeersovertreding. Hij wilde dat in het Fries doen, maar dat werd hem door de kantonrechter, mr. Wolthers, niet toegestaan. Deze liet de veearts urenlang in de hal van het gerechtsgebouw op een tolk wachten en verklaarde ten slotte dat het inschakelen van een tolk niet mogelijk bleek te zijn - dat was alleen toegestaan in geval van vreemde talen - en dat Van der Burg dan maar Fries moest spreken. Maar, voegde mr. Wolthers daar aan toe, "officieel versta ik u niet".
Mr. Wolthers had in 1948 al eens twee melkboeren uit Oldeboorn veroordeeld - zonder oplegging van straf -, omdat ze op hun bussen "molke" en "sûpe" hadden geschreven; Fries voor respectievelijk melk en karnemelk. Ook toen had hij het gebruik van Fries in de rechtszaal proberen te verbieden en ook toen had hij verklaard de verdachte niet te verstaan. Mr. Wolthers volgde hiermee een in de jaren dertig uitgezette beleidslijn van mr. Stheeman, waarbij het gebruik van het Fries in uiterste gevallen werd toegestaan aan verdachten die het Nederlands slecht beheersten, maar in alle andere gevallen sterk werd ontmoedigd of zelfs verboden.
Een dag nadat Van der Burg zich had moeten verantwoorden, verscheen in de Heerenveense Koerier een Friestalig artikel waarin het optreden van mr. Wolthers werd bekritiseerd. In het artikel werd een passage geciteerd uit een Nederlandstalig overheidsrapport: "In de eerste plaats dienen de betrokken overheidsinstanties overal, waar zulks mogelijk en verantwoord is, bereid te zijn het gebruik van het Fries te respecteren en con amore te aanvaarden. Dit vraagt van "Hollandse" ambtenaren bij rechtsprekende en andere instanties, in Friesland werkzaam, dat zij hun volle aandacht aan de Friese taal wijden."
Op 19 oktober schreef Fedde Schurer, adjunct-hoofdredacteur van de Heerenveense Koerier, onder de titel De laatste man van de Zwarte Hoop? een redactioneel commentaar, waarin hij Wolthers betichtte van een "kinderachtig, beledigend en treiterend optreden".
Naast Schurer hekelde het Provinciale Staten-lid Tjebbe de Jong de gang van zaken op 30 oktober in een column in het Bolswarder Nieuwsblad. Vanwege hun commentaren werden Schurer en De Jong vervolgens gedagvaard ter zake van belediging van de magistratuur.

## Terechtzitting

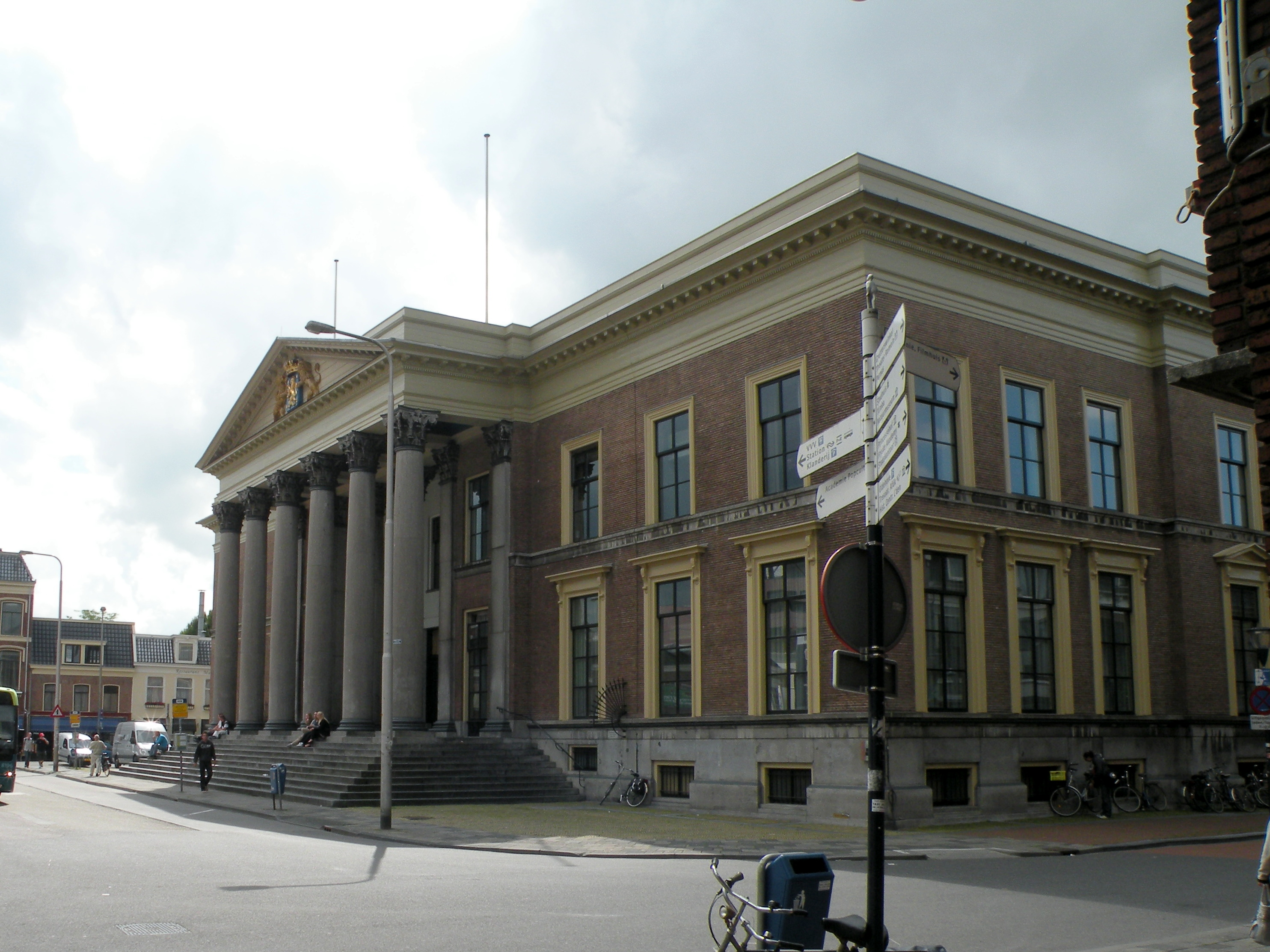
Paleis van Justitie

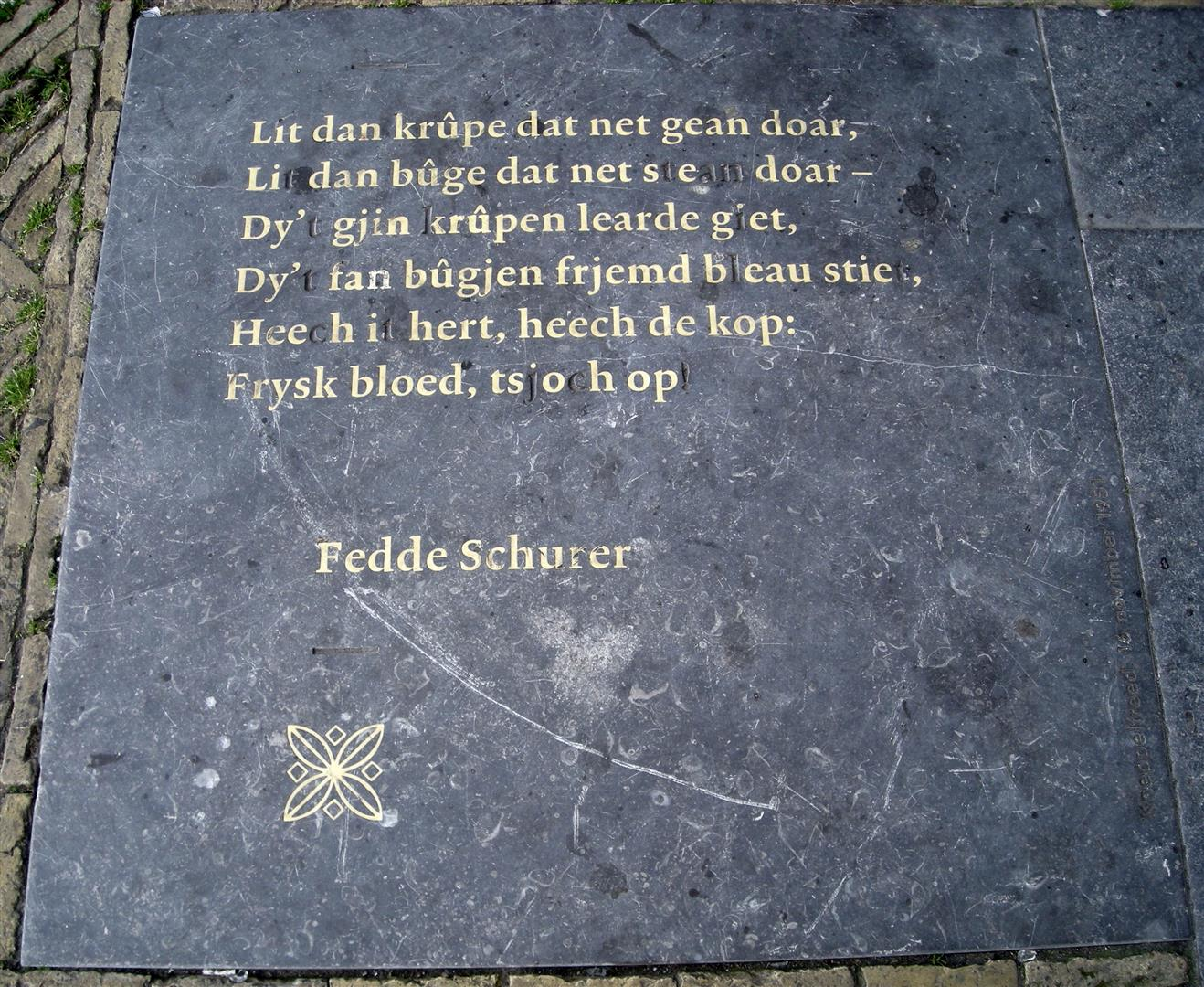
Gedenksteen Kneppelfreed met gedicht van Fedde Schurer

Het proces vond plaats op 16 november. Het was geruchtmakend, doordat het een taalstrijd belichaamde tussen de Nederlandssprekende elite en de Friessprekende jonge garde. Vele verontwaardigde Friezen wilden de zitting bijwonen en hieven spreekkoren aan op het plein, waar juist weekmarkt gehouden werd. De menigte voor het gerechtsgebouw demonstreerde tegen het besluit om Schurer in de kleine zaal te berechten, in plaats van in de grote zaal, waardoor zij de zaak niet konden bijwonen. De keuze voor de kleine zaal was volgens de rechtbank genomen om brandstof te sparen.
De in groten getale aanwezige politie zette brandspuiten in, waarmee echter vooral kooplui en argeloze huisvrouwen werden getroffen. Er ontstond een veldslag waarbij een groot aantal nietsvermoedende Friezen door de politie tot Fries taalstrijder gebombardeerd werd.
Intussen vond de terechtzitting plaats. Substituut-officier van Justitie, mr. H.W. Kuipers legde "eenvoudige belediging, aangedaan aan een ambtenaar ter zake van de rechtmatige uitoefening zijner bediening" ten laste. De door de verdediging opgeroepen getuige-deskundige Pieter Wijbenga van het Friesch Dagblad wenste de eed in het Fries af te leggen, maar dat was volgens politierechter mr. Taconis wettelijk niet mogelijk. Wijbenga legde daarop in het Nederlands de belofte af. Hij stelde dat in de journalistiek andere normen gelden dan in het dagelijks leven voor wat als beledigingen en ongeoorloofd geldt. Verdediger mr. Okma meende dat het artikel als geheel niet beledigend was, wees op de strijd om het Fries als achtergrond en stelde dat van opzet om mr. Wolthers persoonlijk te krenken geen sprake was geweest. Fedde Schurer was overtuigd te hebben gedaan wat hij moest doen.
Uiteindelijk werd Schurer tot 14 dagen voorwaardelijke gevangenisstraf veroordeeld, met een proeftijd van drie jaar. De Jong, die in tegenstelling tot Schurer spijt had betuigd, kreeg 7 dagen voorwaardelijk. Tegen beiden was 150 gulden boete geëist.
Na de zitting werd de aanwezigen verzocht het gebouw door de achteruitgang te verlaten. Buiten werd Schurer door omstanders op de schouders genomen, waarna de politie een charge uitvoerde. Hierbij liep Wijbenga klappen op en viel Schurer door een ruit waardoor hij gewond raakte. Ook diverse journalisten liepen klappen op. Tijdens een geïmproviseerde vergadering in het Oranjehotel werd een verklaring opgesteld, waarin werd geprotesteerd "tegen het volstrekt onnodige, brute en gewelddadige optreden van de politie". Er werden protesttelegrammen en brieven naar de ministers van Binnenlandse Zaken en van Justitie gestuurd.

## Reacties
Kneppelfreed zorgde voor veel verontwaardiging in Friesland en daarbuiten. Fedde Schurer zou binnen enkele dagen 67 uitnodigingen uit heel Nederland hebben ontvangen voor het houden van voordrachten over Friesland en het Friese standpunt. De gebeurtenissen leverden geschrokken reacties op in de Nederlandse politiek en de regering zond begin februari 1952 drie ministers naar Friesland, die er twee dagen bleven om de gemoederen te bedaren. Tegelijkertijd verhardde de strijd zich, toen in maart 1952 een anoniem pamflet met protesten tegen de gang van zaken op Kneppelfreed in Leeuwarden werd verspreid. De Leeuwarder politie werd 'Schalkhaarmethoden' verweten. Officier van justitie mr. Hollander, volgens Schurer de regisseur van de hele vervolging van Friessprekenden, reageerde daarop door de Binnenlandse Veiligheidsdienst midden in de nacht willekeurige leden van de Friese beweging van hun bed te laten lichten, onder wie minderjarige scholieren en de Friese woordenboekschrijver en dichter Marten Sikkema. De Ried fan de Fryske Beweging stelde zich geheel achter het pamflet. Het Tweede Kamerlid Johan Scheps (PvdA) stelde schriftelijk vragen aan minister van Justitie Mulderije.
Om de tegenstellingen in Friesland het hoofd te bieden besloot de regering in Den Haag de Friese beweging met een aantal maatregelen tegemoet te komen. Allereerst werd mr. Hollander overgeplaatst naar Utrecht. Verder werd in 1955 het gebruik van het Fries in het lager onderwijs toegestaan (wet-Cals) en in 1956 werd officieel het recht om in de rechtszaal Fries te spreken bevestigd (wet-Donker).

## Hoger beroep
Schurer ging in hoger beroep. Als verdediger zocht hij Abel Herzberg aan. Het hoger beroep zou aanvankelijk op 21 februari 1952 dienen, maar moest wegens ziekte van Herzberg worden uitgesteld. Het vond ten slotte plaats op 18 maart, in de grote zaal van het gerechtsgebouw te Leeuwarden. Wijbenga mocht opnieuw niet de eed in het Fries afleggen, waarop Herzberg van het horen van Wijbenga afzag. De officier van justitie vorderde bevestiging van het vonnis van 16 november. Schurer werd op 27 maart veroordeeld tot 150 gulden boete, subsidiair 30 dagen hechtenis. Hij zag af van cassatie.

## Gedenksteen
Op vrijdag 15 november 2002, 51 jaar na Kneppelfreed, werd op de hoek van het Wilhelminaplein en het Ruiterskwartier de Gedenksteen Kneppelfreed onthuld. Op de steen staat een strofe uit het gedicht Frysk bloed tsjoch op van Fedde Schurer.